# Nephrodium apiculatum
Nephrodium apiculatum là một loài dương xỉ trong họ Dryopteridaceae. Loài này được Pr. mô tả khoa học đầu tiên năm 1849.
Danh pháp khoa học của loài này chưa được làm sáng tỏ. 